# Єлизавета Шварцбург-Рудольштадтська
Єлизавета Шварцбург-Рудольштадтська (нім. Elisabeth von Schwarzburg-Rudolstadt, 1 жовтня 1833 — 27 листопада 1896) — принцеса Шварцбург-Рудольштадтська з дому Шварцбургів, донька князя Шварцбург-Рудольштадту Альберта та принцеси Августи Луїзи Зольмс-Браунфельсської, дружина князя Ліппе Леопольда III.

## Біографія
Народилась 1 жовтня 1833 року в Рудольштадті. Була другою дитиною та єдиною донькою принца Шварцбург-Рудольштадтського Альберта та його дружини Августи Луїзи Зольмс-Браунфельсської. Мала молодших братів Георга та Ернста Генріха, старший — помер немовлям до її народження. Дядько принцеси з батьківського боку Фрідріх Ґюнтер був князем Шварцбург-Рудольштадту, а бабуся по материнській лінії у 1837 році стала королевою-консортом Ганноверу.

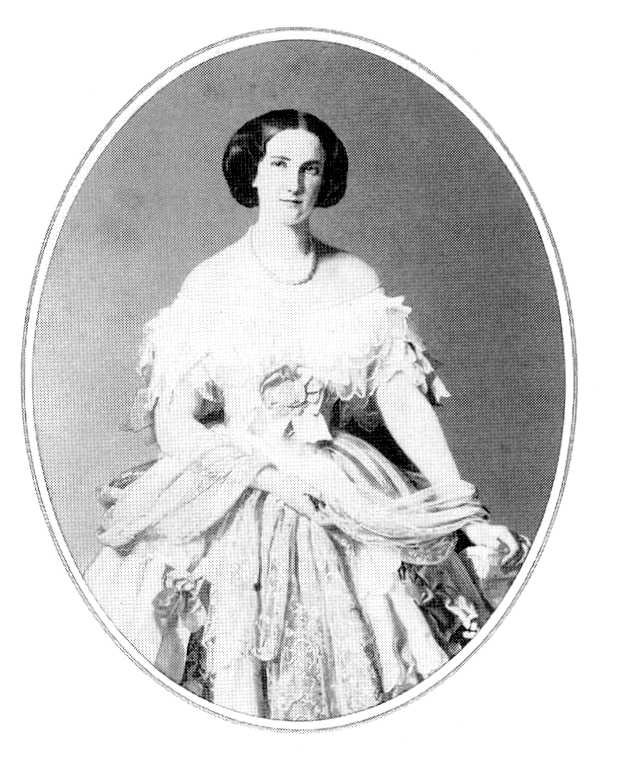
Світлина принцеси Єлизавети

Малюванню дівчинку навчав Ріхард Шинцель, який згодом, у 1857 році, був призначений придворним художником.
У 18-річному віці Єлизавета стала дружиною 30-річного князя Ліппе Леопольда III. Весілля відбулося 17 квітня 1752 року в Рудольштадті. Нареченого змальовували як високого білявого блакитноокого юнака, який відзначався привітністю та доброзичливістю; наречену — як чарівну дівчину Оселилися молодята в Детмольді..
Шлюб виявився бездітним. Втім, Леопольд, який дуже любив дітей, запрошував багато малечі щороку на Різдво до Детмольдського замку.
У 1865 році у місті Бломберг княгиня заснувала дитячий заклад «Elisabeth-Anstalt».
Чоловік Єлизавети помер досить молодим у грудні 1875 року від інсульту, передавши престол молодшому братові Вольдемару. Сама вона пішла з життя за часів регентства Адольфа Шаумбург-Ліппського при князеві Александрові, 27 листопада 1896 року. Була похована, згідно з її бажанням, у міській церкві святого Андрія в Рудольштадті.